# Церква Святої Параскеви (Розгадів)
Церква Святої Параскеви в Розгадові — парафія і храм греко-католицької громади Зборівського деканату Тернопільсько-Зборівської архієпархії Української греко-католицької церкви в селі Розгадів Тернопільського району Тернопільської области.
Оголошена пам'яткою архітектури місцевого значення.

## Історія церкви
У селі Розгадів існувала стара дерев'яна церква, збудована у 1696 році. У 1867 році її розширили, а у 1874 році — розписали. Церква була однокупольною та вкрита гонтом.
На місці старої церкви, яку розібрали і продали в село Йосипівка (де вона пізніше згоріла), у 1910–1911 роках збудували нову дерев'яну церкву Святої Параскевії. Будівництвом керував отець Євстахій Данилевич. Зі старої церкви збереглися деякі предмети, а також бічний престол Матері Божої, що був головним, та численні ікони на стінах й іконостасі.
29 червня 1938 року парафію відвідав єпископ Іван Бучко, який освятив головний престол, що зберігся й донині.
З 1946 по 1992 рік парафія та храм належали до Російської православної церкви (РПЦ), після чого повернулися в лоно УГКЦ.
Зараз при церкві діють спільноти: Марійська дружина, «Матері в молитві» та Вівтарна дружина.

## Парохи
- о. Яків Брезінський (1867—1870),
- о. Ізидор Лукасевич (1870—1883),
- о. Іоан Концевич (1883—1886),
- о. Ілларіон Зарицький (1886—1892),
- о. Григорій Купчинський (1892—1898),
- о. Юліан Левинський (1898—1904),
- о. Євстахій Данилевич (1904—1932),
- о. Лев Ващук (1932—1938),
- о. Зенон Древницький (1938—1942),
- о. Василь Баран (1942—1946),
- о. Теодор Була (1952—1969),
- о. Григорій Сироїд (1969—1986),
- о. Павло Бук (1987),
- о. Михайло Венгерак (1988—1992),
- о. Володимир Шевців (1992—1995),
- о. Григорій Зозуляк (1995—1999),
- о. Олег Дідух (2000—2008),
- о. Іван Гавдяк (з 2008).